# Jodschan
Das Jodschan (Jojan) war eine Längeneinheit in Bengalen. Als Wegemaß oder Tagesreise entsprach es etwa der vierfachen bengalischen Meile.
- 1 Jodschan = 4 Hardary/Coss/Cos = 7315 Meter